# The Lady of Red Butte
The Lady of Red Butte is een Amerikaanse western uit 1919 onder regie van Victor Schertzinger.

## Verhaal
Faro Fan beheert haar goktent in Red Butte zo voorbeeldig dat ze een gunstige invloed heeft op de stad. Ze spendeert veel tijd aan een groep weeskinderen, die ze onder haar hoede heeft genomen. Wanneer de predikant Webster aankomt in de stad, spreekt hij een vloek uit over de goktent. Red Butte wordt kort daarna getroffen door een plaag. Smith bidt om een brand om de stad te zuiveren. Als die brand zijn eigen kerk in de as legt en de goktent van Faro spaart, is hij uitzinnig van woede. De predikant valt Faro aan en zij slaat hem op zijn hoofd. Daardoor komt hij weer bij zinnen.

## Rolverdeling
| Acteur             | Personage       |
| ------------------ | --------------- |
| Dorothy Dalton     | Faro Fan        |
| Thomas Holding     | Webster Smith   |
| Tully Marshall     | Spanish Ed      |
| William Courtright | Hoodoo          |
| Josef Swickard     | Delicate Hanson |
| Mae Giraci         | Sugar Plum      |